# Ftaalimide
Ftaalimide is het imide van ftaalzuur. Het is bij normale temperatuur en druk een witte vaste stof, die vrijwel niet oplosbaar is in water.

## Synthese
Ftaalimide wordt bereid door de reactie van ftaalzuuranhydride met ammoniak:

## Toepassingen
Ftaalimide is een intermediaire stof voor verscheidene andere verbindingen:
- De imidegroep reageert zuur, en kan omgezet worden in kaliumftaalimide met kaliumhydroxide. Kaliumftaalimide wordt gebruikt voor de synthese van primaire amines en aminozuren, via de gabrielsynthese.
- Het is een grondstof voor ftalocyanine-pigmenten.
- Het kan omgezet worden in antranilzuur, waaruit synthetisch indigo wordt bereid.
- Het is een grondstof voor fungiciden (zoals folpet, captan en captafol).